# Liste der Baudenkmäler in Porta Westfalica
Die Liste der Baudenkmäler in Porta Westfalica enthält die denkmalgeschützten Bauwerke auf dem Gebiet der Stadt Porta Westfalica im Kreis Minden-Lübbecke in Nordrhein-Westfalen (Stand: November 2011). Diese Baudenkmäler sind in Teil A der Denkmalliste der Stadt Porta Westfalica eingetragen; Grundlage für die Aufnahme ist das Denkmalschutzgesetz Nordrhein-Westfalen (DSchG NRW).

## Legende
- Bild: zeigt ein Bild des Baudenkmals
- Bezeichnung: nennt den Namen bzw. die Bezeichnung des Baudenkmals
- Lage: gibt die Straße und Hausnummer des Baudenkmals an (sofern vorhanden) sowie die Lage auf einer Karte an
- Beschreibung: liefert weitere Informationen zum Baudenkmal
- Bauzeit: gibt das Jahr der Fertigstellung an bzw. den Zeitraum der Errichtung
- Eingetragen seit: gibt die Eintragung in die Denkmalliste an
- Denkmal-Nr.: gibt die Nummer des Baudenkmals, mit dem es in der Denkmalliste steht, an

## Liste der Baudenkmäler in Porta Westfalica
| Bild                                                  | Bezeichnung                                           | Lage                                                                           | Beschreibung | Bauzeit                   | Eingetragen seit | Denkmal- nummer |
| ----------------------------------------------------- | ----------------------------------------------------- | ------------------------------------------------------------------------------ | --- | ------------------------- | ---------------- | --------------- |
| weitere Bilder                                        | Evangelische Kirche Barkhausen                        | Barkhausen Pfarrstraße Karte                                                   | Kreuzförmiger Ziegelbau mit Sterngewölbe in der Vierung. 1899 von Architekt Hutze errichtet. Verglasung der Fenster aus der Erbauungszeit. Altargemälde von Schnorr aus Carolsfeld. Neben stehendes Pfarrhaus von 1898 teilweise in neugotischen Formen aus dem gleichen Stein. | 1899                      |                  | 0001 Wikidata   |
| weitere Bilder                                        | Ev. Kapelle Barkhausen                                | Barkhausen Kapellenwinkel Karte                                                | Schlichter rechteckiger Saalbau aus Portasandstein und verschiefertem Dachreiter. Der Friedhof, der um die Kapelle liegt, hat mehrere Grabsteine von 1639 und 19. Jh. Drei Fachwerkbauten, einer um 1840 errichtet. Kapellenwinkel 2,4,6. | 15. Jh.                   |                  | 0002 Wikidata   |
| Historischer Nivellementpunkt; Ev. Kapelle Barkhausen | Historischer Nivellementpunkt; Ev. Kapelle Barkhausen | Barkhausen Kapellenwinkel Karte                                                | Höhenmarke der Preußischen Landesaufnahme | 1893                      |                  | 0002a           |
| weitere Bilder                                        | Ev. Margaretenkapelle                                 | Barkhausen Wittekindsberg Karte                                                | Kleiner 2-jochiger Saalbau mit kuppeligen Kreuzgratgewölben über halbrunden Schild- und Scheidbögen, Rundbogenfenstern und starkprofiliertem Traufgesims; errichtet aus Portasandsteinblöcken. Einziger Rest des um 1000 nach Minden verlegten Benediktinerinnenklosters. Der 1224 urkundlich erwähnte Bau ist stilistisch der späten Romanik, also der Zeit um 1200 zuzuordnen. | um 1200                   |                  | 0003            |
| weitere Bilder                                        | Gutshof Wedigenstein                                  | Barkhausen Freiherr-vom-Stein-Straße 5 Karte                                   | Gutshaus als Landvilla im Neorenaissancestil. Zweigeschossiger Putzbau mit Eckturm und steilem Mansarddach mit Gauben Wintergarten mit Balkon u. Balusterbrüstung. Gliederung mittels toskanischen Pilastern und Voluten am Turm und Gauben. Gartenfront auf rustiziertem Sockel. An der Rückfront runder Treppenturm. Hofseite mit Uhrturm, Schieferbedeckung. Grottenarchitektur im Erdgeschoss. Ziegel und Fachwerk oben mit Schieferdach. |                           |                  | 0004            |
| BW                                                    | Haus Wedigenstein                                     | Barkhausen Freiherr-vom-Stein-Straße 5 Karte                                   | Zweigeschossiges neogotisches Herrenhaus (Tudorstil) aus Portasandstein mit Zinnenkranz und Eckfialen, Balkon mit Maßwerkbrüstung. Um 1860 vor einer barocken Scheune errichtet. Im Garten ein Gedenkstein für Wittekind von 1829. | um 1860                   |                  | 0005            |
| Villa                                                 | Villa                                                 | Barkhausen Fährstraße 5 Karte                                                  | 1½-geschossiger Massivbau auf hohem Bruchsteinsockel mit Mittelgiebel, Erdgeschoss in Backstein mit Stichbogenfenster, Obergeschoss in Schmuckfachwerk, z. T. Formen der Weserrenaissance, Krüppelwalmdach mit roter Pfannendeckung. | um 1900                   |                  | 0006            |
| Wohnhaus                                              | Wohnhaus                                              | Barkhausen Fährstraße 9-11 Karte                                               | Wohnhaus mit 2 Achsen, zweigeschossiger Traufenbau mit schlichten Gesimsen als Geschossteilung, symmetrisch 2 Zwerchhäuser mit Rundbogenfenstern in der Dachzone und Tondi mit Stuckreliefs „Merkur“ in den Dreiecksgiebeln. Rote Pfannendeckung auf Satteldach. Rückfront schlicht. | um 1900                   |                  | 0007            |
| Wohnhaus                                              | Wohnhaus                                              | Barkhausen Fährstraße 13 Karte                                                 | Langgestreckter Bau aus drei Abschnitten mit 18 Fensterachsen zur Fährstraße. Zweigeschossig mit relativ hohem Drempel und flachem Satteldach. Fenster im 7-achsigen linken Teil auf Konsolen mit profilierten, verkröpften Flaschen. Der mittlere Teil etwas reicher hier die Fenster des Erdgeschosses auf Pilastern, beide Abschnitte mit gleichem Girlandenfries, der rechte Teil mit Fassadenbildung zur Schwartzen Straße wesentlich reicher mit Halbsäulen und Blattmasken. | um 1900 / 1910            |                  | 0008            |
| Wohnhaus                                              | Wohnhaus                                              | Barkhausen Fährstraße 15 Karte                                                 | Langgestreckter Bau aus drei Abschnitten mit 18 Fensterachsen zur Fährstraße. Zweigeschossig mit relativ hohem Drempel und flachem Satteldach. Fenster im 7-achsigen linken Teil auf Konsolen mit profilierten, verkröpften Flaschen. Der mittlere Teil etwas reicher hier die Fenster des Erdgeschosses auf Pilastern, beide Abschnitte mit gleichem Girlandenfries, der rechte Teil mit Fassadenbildung zur Schwartzen Straße wesentlich reicher mit Halbsäulen und Blattmasken. | um 1900 / 1910            |                  | 0008            |
| Wohnhaus                                              | Wohnhaus                                              | Barkhausen Schwartze Straße 2 Karte                                            | Langgestreckter Bau aus drei Abschnitten mit 18 Fensterachsen zur Fährstraße. Zweigeschossig mit relativ hohem Drempel und flachem Satteldach. Fenster im 7-achsigen linken Teil auf Konsolen mit profilierten, verkröpften Flaschen. Der mittlere Teil etwas reicher hier die Fenster des Erdgeschosses auf Pilastern, beide Abschnitte mit gleichem Girlandenfries, der rechte Teil mit Fassadenbildung zur Schwartzen Straße wesentlich reicher mit Halbsäulen und Blattmasken. | um 1900 / 1910            |                  | 0008            |
| weitere Bilder                                        | Hotel „Der Kaiserhof“                                 | Barkhausen Freiherr-vom-Stein-Straße 1 Karte                                   | Dreigeschossiger Traufenbau mit linksseitigem Erker, Erdgeschoss mit Bruchsteinverblendung, 2. Obergeschoss in Schmuckfachwerk, neun Fensterachsen, Fenster des Erdgeschosses stichbogig, im 1. Obergeschoss mit Faschen, im 2. Obergeschoss zwischen den Fachwerkständern, Dachgauben mit spätgotischen Turmaufsätzen (verschiefert), Krüppelwalmdach mit schwarzen Pfannen, Eingangsportal modernisiert, darüber Balustrade Im Dezember 2011 wurden weite Teile des Gebäudes durch ein Feuer zerstört, ein Wiederaufbau ist vorgesehen. | 1895–1896                 |                  | 0010            |
| weitere Bilder                                        | Laubenhalle am Hotel „Der Kaiserhof“                  | Barkhausen Freiherr-vom-Stein-Straße 1 Karte                                   | Laubenhalle in axialsymmetrischer Holzkonstruktion mit Weißlackierung südlich des Hotels „Der Kaiserhof“, im Westen Stützmauerwerk zur Bergseite, zum Osten offen, mit nördlichem Eckpavillon und Mittelpavillon, zeitgleiche Errichtung 1895/1896 mit dem Hotel als charakteristische Bewirtschaftungseinrichtung der Jahrhundertwende | 1895–1896                 |                  | 0010b           |
| BW                                                    | dreizelliges Grottengewölbe am Hotel „Der Kaiserhof“  | Barkhausen Freiherr-vom-Stein-Straße 1 Karte                                   | Dreizelliges Grottengewölbe aus Tuffstein an der Südseite des Hotels „Der Kaiserhof“ mit darüberliegender Terrasse, die zur Ost- und Südseite mit einer Sandstein-Balustrade umgrenzt ist; zeitgleiche Errichtung 1895/1896 sowie baugleiche Errichtung mit dem Erdgeschoss des Hotels | 1895–1896                 |                  | gelöscht        |
| Fachwerkbau-Haus                                      | Fachwerkbau-Haus                                      | Barkhausen Kapellenweg 10 Karte                                                | Traufenständiger, eingeschossiger Fachwerkbau von 7 Achsen mit weißen Gefachen, glatte Giebeltrapeze mit Krüppelwalmdach. Graue Pfannendeckung. Bis auf kleinen Eckanbau vollständig erhalten. |                           |                  | 0011            |
| Vorstadtvilla                                         | Vorstadtvilla                                         | Barkhausen Portastraße 6 Karte                                                 | Eingeschossiger Massivbau auf hohem Kellersockel und mit Attikageschoss, Geschossteilung mit Gesimsen und Rankenfries. 6 Fensterachsen, durch schlichte hohe Bekrönungen in Gesimsform paarig zusammengefasst. Diese Gliederung auch in der Giebelfront (hier 4 Achsen, die 2 mittleren zusammengefasst). In der Attika Lisenengliederung, in den Feldern Rosetten und Merkurmaske. Remise im Hof mit Mittelrisalit und seitlichen Eingängen. | um 1900                   |                  | 0012            |
| BW                                                    | Bismarkrelief                                         | Barkhausen Portastraße 6a Karte                                                | Felssteinblock mit Relief im Garten des Grundstückes Portastr. 6a. |                           |                  | 0012a           |
| Bibelschule                                           | Bibelschule                                           | Barkhausen Portastraße 8 Karte                                                 | Auf hohem Sockel 2-geschossiger 8-achsiger Putzbau mit linksseitigem 3-achsigem, 3-geschossigem Giebelteil. Im Erdgeschoss Säulen, gerahmtes Portal mit 6-stufiger Freitreppe, Segmentbogenfenster im Obergeschoss mit Stichbogenfenstern, im Giebelteil mit Dreieckkrönungen, darüber Rechteckfenster, vorkragendes Dach (Walmdach). | 1900/1910                 |                  | 0013            |
| Wohnhaus                                              | Wohnhaus                                              | Barkhausen Portastraße 10 Karte                                                | 2-geschossiger, 5-achsiger, traufenständiger Putzbau. Im Erdgeschoss mit Rechteckfenstern, im Obergeschoss Rundbogenfenster, jeweils einfach eingerahmt. Mittlere Türachse ein wenig betont durch Schnittstein und Pflaster gerahmtes Doppelrundfenster und Tonde mit Pegasusrelief, bekrönender Giebel, flaches Satteldach mit roter Pfannendeckung. | um 1900                   |                  | 0014            |
| Vorstadtvilla                                         | Vorstadtvilla                                         | Barkhausen Portastraße 29 Karte                                                | Schmuckreiche 2-geschossige Neurenaissancevilla mit 5 Fensterachsen in der Traufenseite. Erdgeschoss mit rustizierter Eckquaderung. Obergeschoss mit Blendpilastern und geradem Gebälk. Mittelachse mit Erker und Balustrade auf plastischen Konsolen. Satteldach mit Renaissancegiebeln, Fächermuster, Pylone, Kugelaufsätze. Rückgiebel über dem Erker nach Muster der Weserrenaissance, rechts Wintergarten, 2-geschossig, Obergeschoss offen mit Pfeilern und Arkaden. Schlichtes Kutschenhaus. | um 1890/1900              |                  | 0015            |
| weitere Bilder                                        | Wittekindsburg, Gasthaus                              | Barkhausen Wittekindsburg Karte                                                | 2-geschossiger, 5-achsiger Bau mit 1-achsigem, hohem Mittelturm und linksseitigem 6-achsigem Fachwerkanbau als Festsaal. Sockel und Erdgeschoss aus Bruchstein mit doppelten Rechteckfenstern. Obergeschoss in Schmuckfachwerk außer Turm, der ganz in Bruchstein errichtet ist. Nur auskragendes Fachwerkobergeschoss. | um 1900                   |                  | 0016            |
| weitere Bilder                                        | Moltketurm                                            | Barkhausen Am Kammweg zwischen Kaiser-Wilhelm-Denkmal und Wittekindsburg Karte | Zunächst Signalturm zur Landvermessung auf dem höchsten Punkt des Wittekindsberges (1802). 1820 zum Aussichtsturm auf 50 Fuß erhöht, mehrfacher Namenswechsel. Leicht konischer Sandsteinquarderturm auf rundem Grundriss. Obere Plattform offen, auf Konsolen auskragend, mit Spitzbogenturm und Wendeltreppe. | 1809/1820                 |                  | 0017            |
| weitere Bilder                                        | Kaiser-Wilhelm-Denkmal                                | Barkhausen Kaiserstraße Karte                                                  | Monumentaler Baldachinbau auf hohem Stufensockel, 1892/1896 von dem Architekten Bruno Schmitz aus Berlin errichtet, der die Bronzestatue Kaiser Wilhelms I. in Imperatorenpose des Bildhauers Kaspar Zumbusch birgt. | 1892/1896                 |                  | 0018            |
| Kriegerdenkmal                                        | Kriegerdenkmal                                        | Barkhausen Kaiserstraße / vom Kaiserdenkmal rechts Karte                       | Denkmal auf hohem Sockel (Bruchstein), drei Stufen und Pylon mit Ehrentafeln, rustizierter Rahmung und Eisernes Kreuz, flache Abdeckplatte. | 1920/1925                 |                  | 0019            |
| weitere Bilder                                        | Rittergut Rothenhoff                                  | Costedt Gutsstraße 30 Karte                                                    | Zweigeschossige Villa im Stil des späten berlinischen Klassizismus mit rechtsseitigem Turm (Belvedere) Porticus und Gartenloggia, um 1860/62 errichtet (Stüler Persius-Zeit). Ziegelbau verputzt mit Stuckornamenten und Konsolenkranzgesims. Zwei Bruchsteinställe, 1835 dreigeschossiges Fachwerklagerhaus, Krüppelwalmdach, zweigeschossiges fünfachsiges Massivhaus, flaches Satteldach (zum Wohnhaus umgebauter Stall). Im Park weibliche Figur (Sandstein) an Palme gelehnt. Erbbegräbnis Boemer ab 1926. | 1835                      |                  | 0020            |
| Hof                                                   | Hof                                                   | Costedt Gutsstraße 3 Karte                                                     | Vierständerhaus, Backsteinfüllung, Giebel auf Knaggen leicht vorkragend, Stichbalken, oberes Giebeldrittel zweifach gestaffelt und verbrettert. Schwarze Pfannendeckung, rechts moderner Massivanbau, linke Seitenwand weiße Gefache. Rückgiebel FW, zweifach vorkragend, Spitze verbrettert. Inschrift auf Torbalken und Rückgiebelschwelle. | 1863                      |                  | 0021            |
| Hof                                                   | Hof                                                   | Costedt Gutsstraße 16 Karte                                                    | Vierständerbau, Backsteingefache, Giebel auf Füllhölzer, am mittleren Giebelbalken auf Knaggen vorkragend, verbretterte obere Giebelhälfte, graue Pfannendeckung, ansonsten massiv. Inschrift auf Torbalken. | 1806                      |                  | 0022            |
| Hof                                                   | Hof                                                   | Costedt Maschweg 14 Karte                                                      | Vierständerbau, Backsteingefache, Giebel auf Knaggen zweifach vorkragend, obere Giebelhälfte verbrettert, FW-Rückgiebel ähnl. Giebel. Braune Pfannendeckung. Inschrift auf Torbalken, Giebelschwelle, Rückgiebelschwelle und oberem Rückgiebelbalken. | 1884                      |                  | 0025            |
| Hof                                                   | Hof                                                   | Costedt Maschweg 16 Karte                                                      | Vierständerhaus, rote Gefache, Giebel auf Knaggen leicht vorkragend, Giebeldreieck verbrettert. Rückgiebel auf Backsteinsockel mit rundem Halbwalm und großem Schopfgiebel, rote Pfannendeckung. Inschrift auf Torbalken. Auf dem Gelände ein langgestreckter FW-Scheune-Stall. | 1873                      |                  | 0026            |
| BW                                                    | Hof, Heuerlingshaus von 1861 u. Backhaus              | Costedt Zu den Teichen 10 Karte                                                | Vierständerbau, Backsteinfüllungen an den Giebeln und Putzgefachen in den Längswänden. Giebel auf Schwellen leicht vorkragend, Spitze verbrettert, rote Pfannendeckung. Rückgiebel auf Füllbrettern einfach vorkragend, Spitze verbrettert. Inschrift auf den Giebelschwellen beider Giebel und dem Torbalken. | 1861                      |                  | 0027            |
| weitere Bilder                                        | Evangelische Kirche Eisbergen                         | Eisbergen Eisberger Kirchweg 1 Karte                                           | Ein im Kern romanischer Saalbau mit Westturm. 1662 nach Süden erweitert (Inschrift). Zweischiffige Anlage mit unregelmäßigem Polygonschluss. Strebepfeiler. Zwei spitzbogige Holztonnen auf Steinpfosten im Inneren. Zweiteilige Maßwerkfenster. Ausstattung: schlanker achteckiger Taufstein mit Engeln und Evangelisten von Johann Schwarte, bez. 1606. Geschnitzte Emporebrüstungen von 1592. | 1590                      |                  | 0028            |
| weitere Bilder                                        | Rittergut Eisbergen                                   | Eisbergen Weserstraße 16 Karte                                                 | Nach § 2 DSchG handelt es sich um ein Haupthaus mit 7 Fensterachsen. Zweigeschossiger Massivbau mit Lisenengliederung. Geschwungenes Mansarddach. Großer Mittelrisalit mit Eckerker und Krüppelwalm. Davor Portikus aus toskanischen Säulen mit Rankenfries und Wappen am Gebälk. Eingangsportal mit Torbalken und Rankenmustern. Zwischen den Fenstern stilisierte Rosetten. Linker Flügel polygonal. Links ein eingeschossiger Pavillon. Im Park vor dem Eingang Brunnen und Gartenplastiken und Balustrade. Ein zum Gutshaus gehöriger, zweigeschossiger Stall, im Obergeschoss Fachwerk u. im Erdgeschoss eine Art Loggia auf toskanischen Säulen mit Wandbrunnen, Tränke, Krüppelwalmdach von 1911 – 14. Schweinestall: zweigeschossiger Bau, im Erdgeschoss mit Bruchsteinquadern, im Obergeschoss mit Fachwerk. Dach weit vorgezogen, Ende des 19. Jh. Alter Park mit Boskett erhalten. Im Haupthaus alte Ausstattung, sowie Ausstattung aus der Kirche, Totenschilde, Mitte 17.–18. Jh. | 1911/1914                 |                  | 0029            |
| BW                                                    | Gesindehaus                                           | Eisbergen Weserstraße 16 Karte                                                 | Ein breiter, zweigeschossiger Fachwerkbau mit weißen Putzgefachen, zweifach auf Stichbalken und Füllhölzern vorkragend, rechte Seite verkleidet, Krüppelwalmdach, rote Pfannendeckung. | Ende 18. / Anfang 19. Jh. |                  | 0030            |
| Gut Eisbergen, Orangerie                              | Gut Eisbergen, Orangerie                              | Eisbergen Weserstraße 16 Karte                                                 | Ein Fachwerkbau mit 15 breiten Fensterbahnen nach Südwesten, Walmdach mit roter Pfannendeckung, Wetterfahne bez., v. Schellersheim | 18. / 19. Jh.             |                  | 0031            |
| BW                                                    | Hof                                                   | Eisbergen Albert-Schweitzer-Straße 20 Karte                                    | Ein Vierständerbau, Backsteingefache, rechts z. T. massiv, auf Stichbalken vorkragender, verbretterter Giebel, rote Pfannendeckung, Wohngiebel zweifach vorkragend, obere Giebelhälfte verbrettert. Inschrift auf Torbalken und Rückgiebelschwelle. | 1840/1871                 |                  | 0033            |
| BW                                                    | Scheune / Stall                                       | Eisbergen Albert-Schweitzer-Straße 21 Karte                                    | Dreiständerhaus mit weißen Gefachen. Giebeldreieck verbrettert. Mit je einem zugesetzten Tor in den Giebeln. Rote Pfannendeckung. Inschrift auf Torbalken. | 1837                      |                  | 0035            |
| BW                                                    | Hof                                                   | Eisbergen Alter Kirchweg 96 Karte                                              | Ein Vierständerhaus mit Backsteinfüllungen, hoher Giebel mit verbretterter Spitze, Giebeldreieck auf Stichbalken, Rähm und Giebelschwelle. Rückgiebel zweifach auf Stichbalken vorkragend, obere Giebelhälfte verschindelt. Inschrift auf Torbalken und Giebelschwelle. Auf dem Hofgelände ein Fachwerkspeicher auf Erdgeschoss aus Backstein. | 1876                      |                  | 0036            |
| BW                                                    | Vorwerk Bruchhof                                      | Eisbergen Bruchhof 57 Karte                                                    | Ein zweigeschossiger, siebenachsiger Putzbau mit Eingangsvorbau und rechtsseitigem Anbau, Stichbogenfenster, Krüppelwalmdach mit roter Pfannendeckung. Rechts und links vor dem Haupthaus flankierende Scheunen, z. T. in Fachwerk, größtenteils massiv mit Krüppelwalmdach. Früher zugehörig zu Gut Eisbergen. | 1848                      |                  | 0037            |
| BW                                                    | Hof                                                   | Eisbergen Fischerstadt 15 Karte                                                | Vierständerbau, Backsteingefache, zweifach vorkragender Giebel, verbretterte Giebelspitze, rote Pfannendeckung. Rückgiebel gleich gestaltet. Inschrift auf Torbogen. |                           |                  | 0038            |
| BW                                                    | Hof                                                   | Eisbergen Fülmer Straße 1 Karte                                                | Vierständerhaus mit modernem Backsteinanbau rechts. Giebeldreieck verbrettert, rote Pfannendeckung. Inschrift auf Torbalken. Auf dem Hof eine Fachwerkscheune des 19. Jh. Giebel mit 2 Toren und verbretterter Spitze. Rückgiebel mit Kammerfach. Inschrift auf Rückgiebelschwelle. Teilweise Lehmputz. | 1852                      |                  | 0039            |
| BW                                                    | Hof                                                   | Eisbergen Rüdeort 10 Karte                                                     | Vierständerbau, Backsteingefache, auf Stichbalken vorkragender, verbretterter Giebel, rote Pfannendeckung, Rückgiebel wie Front, Inschrift auf Torbalken. | 1838                      |                  | 0041            |
| BW                                                    | Haus                                                  | Eisbergen Weinsberg 13 Karte                                                   | Zweiständerhaus mit Backsteinfüllungen, verbretterter Giebel, rote Pfannendeckung. Rückgiebel auf Giebelschwellenfach vorkragend. Spitze verbrettert. Inschrift auf Torbalken. | 1863                      |                  | 0044            |
| Hof                                                   | Hof                                                   | Eisbergen Weserstraße 8 Karte                                                  | Vierständer-Bau, gelbe Putzgefache, z. T. ausgemalt, verbretterter Giebel auf Stichbalken vorkragend, rote Pfannendeckung, Rückgiebel ähnlich ausgestaltet. Inschrift auf Torbalken. | 1842                      |                  | 0045            |
| BW                                                    | Kötterhaus                                            | Eisbergen Die Emme 19 Karte                                                    | Eichener Dreiständer-Bau mit rechtsseitiger Kübbung, Längsdeele und dreiteiligem Kammergefach. Das Satteldach hat überwiegend eine naturrote Hohlziegeldeckung. Quadersockel aus Sandsteinen. Torstiele mit Radabweisern und bemaltem Rankenschnitzwerk. Torbalken und Kopfbänder mit geschnitzter und bemalter Beschriftung. | 1857                      |                  | 0046            |
| Hof                                                   | Hof                                                   | Eisbergen Weserstraße 23 Karte                                                 | Dreiständer-Bau, Backsteingefache, verbretterter Giebel auf Stichbalken und Knaggen, rote Pfannendeckung, Rückgiebel total verschiefert, zweifach vorkragend. Inschrift auf Torbalken. Linksseitiger Fachwerkstallanbau auf Sandsteinquadern. | 1766                      |                  | 0047            |
| weitere Bilder                                        | Turmwindmühle                                         | Eisbergen Rohen Feld 2 Karte                                                   | Turmwindmühle im Sockelgeschoss aus Bruchstein mit abschließendem Wulstsims aus Werkstein. Aufgehendes Mauerwerk aus sehr sorgfältig bearbeiteten und gespitzten Werksteinquadern. Windmühle als Erdholländer ausgebildet, die Zugangstüren sind mit Sandsteinrahmungen ausgeführt. Kappe geschindelt ausgeführt mit Windrosenantrieb und Klappenflügeln ausgestattet. | Mitte des 19. Jh.         |                  | 0048            |
| Kriegerdenkmal 1848/1864/70/71                        | Kriegerdenkmal 1848/1864/70/71                        | Eisbergen Eisberger Straße (vor der Weser-Apotheke) Karte                      | Block auf Sockel mit Eckprofilen. Darauf Volutenaufsatz mit Blattfries und Waffenreliefs. Darüber Obelisk mit bekrönendem Adler (Guss). Gewidmet vom Kriegerverein Eisbergen 1907. Auf einem Ecksockel die Namen W. Hartmann, H. Bormeier, H. Wehlage. | 1907                      |                  | 0049            |
| BW                                                    | Kriegerdenkmal 1813/1913                              | Eisbergen Albert-Schweitzer-Straße Karte                                       | Findling mit Inschrift '18. Oktober 1813/1913' | 1913                      |                  | 0050            |
| weitere Bilder                                        | Kriegerdenkmal des Ersten Weltkrieges                 | Eisbergen Eisberger Kirchweg 1 Karte                                           | Pylon auf einem zweistufigen, rustizierten Sockel mit Eckverstärkung mit kniendem Soldaten, Bajonett in der Hand. | 1920/1925                 |                  | 0051            |
| BW                                                    | Hofgebäude                                            | Eisbergen Die Emme 23 Karte                                                    | Das kleine Hofgebäude, 1830 errichtet, zeigt in seiner Grundrissaufteilung noch einen unveränderten Zustand. Die Längsdeele ist in vollem Umfang erhalten. Ein niedriger Flettraum schließt sich nach einer Seite hin an. Im Kammerfach sind drei für den Bautyp charakteristische Wohn- und Schlafkammern erhalten. | um 1830                   |                  | 0052            |
| weitere Bilder                                        | Ev. Pfarrkirche Hausberge                             | Hausberge Kiekenbrink 7 Karte                                                  | Breitgelagerter, schlichter Saalbau mit dreiseitigem Chorschluss, Westturm, bez. 1599, vereinzelte Strebepfeiler, Chorfenster mit Fischblasenmaßwerk, dreiteilige Fenstermaßwerke im Schiff, Holzdecke im Innern, Ausstattung: Spätgotischer, achteckiger Taufstein, Renaissanceepitaph, 16. Jh. m. Reliefdarstellung des Kindersegens Christi. | 1599                      |                  | 0052a           |
| weitere Bilder                                        | Schalksburg                                           | Hausberge Schalksburgstraße 4 Karte                                            | Zwei zweigeschossige Massivbauten von je 2 Fensterachsenlängen aus Bruchstein, verputzt (Häuser mit den Giebeln zum Teil aneinander gebaut). Vielleicht nach 1648 wiedererrichtet. Im Hauptgiebel eine einläufige Treppe. Darüber ein Inschriftenstein mit Datum. | 1650                      |                  | 0053            |
| Rathaus                                               | Rathaus                                               | Hausberge Kempstraße 1 Karte                                                   | Hoher Bruchsteinsockel, breitgelagerter zweigeschossiger, traufenständiger Putzbau mit hohem, geschwungenem Mittelgiebel in dominierender Hanglage, Eingangsportal zwischen rustizierten Pilastern, darüber Sandsteinerker. Stichbogige Fenster im Erdgeschoss, Rechteckfenster, im Obergeschoss rechts Runderker, links offene Loggia, Pfannenwalmdach mit achteckiger, kupfergedeckter Gaube. Seite mit Fachwerk. | 1909                      |                  | 0054            |
| Haus „Kurfürst“                                       | Haus „Kurfürst“                                       | Lerbeck An der Pforte 1 Karte                                                  | Stark gegliederter Massivbau auf vorgeblendetem Bruchsteinsockel. Dreigeschossig mit großem Risalit und Zwerchhaus. Seite mit Giebel und Treppenturm. Ergänzung: Laut Beschluss des Ausschusses für Kulturarbeit und Soziales vom 20. Nov. 1984 wurde nur noch die östliche Seite (zur Bahn hin gelegen) unter Schutz gestellt. |                           |                  | 0055            |
| Fachwerkhäuser                                        | Fachwerkhäuser                                        | Hausberge Burggraben 6 Karte                                                   | Zwei giebelständige Fachwerkhäuser. Nr. 6 mit rechtsseitigem, zweigeschossigem Giebelvorbau. Nr. 8 zweigeschossig, in der Fassade verputzt. Die Straßengiebeldreiecke verkleidet. Nr. 6 im Rückgiebelfachwerk zweigeschossig, Nr. 8 hinten verschiefert (Giebeldreieck). Sonst beide im rückwärtigen Teil Fachwerk. |                           |                  | 0056            |
| Fachwerkhäuser                                        | Fachwerkhäuser                                        | Hausberge Burggraben 8 Karte                                                   | Zwei giebelständige Fachwerkhäuser. Nr. 6 mit rechtsseitigem, zweigeschossigem Giebelvorbau. Nr. 8 zweigeschossig, in der Fassade verputzt. Die Straßengiebeldreiecke verkleidet. Nr. 6 im Rückgiebelfachwerk zweigeschossig, Nr. 8 hinten verschiefert (Giebeldreieck). Sonst beide im rückwärtigen Teil Fachwerk. |                           |                  | 0056            |
| Haus (Café)                                           | Haus (Café)                                           | Hausberge Hauptstraße 29 Karte                                                 | Zweigeschossiges Fachwerkhaus mit flachem Satteldach, Gefache weiß. Fenster teilweise vergrößert. Linke Giebelecke im Erdgeschoss entfernt. Moderner eingeschossiger Fachwerkanbau für Gasträume. Inschrift mit Datum auf der Giebelschwelle (1623), wohl kaum original. Ende 2015 Beginn der Sanierung des baufälligen Hauses, nachdem zuvor der Anbau abgebrochen worden war. Anfang 2016 vollständige Abtragung des Daches und der Giebel. Wiederaufbau des Daches mit großen Dachgauben. Der erneuerte Frontgiebel jetzt ohne Balkenköpfe und die typischen Vorkragungen. |                           |                  | 0058            |
| Gasthaus „Alt Hausberge“                              | Gasthaus „Alt Hausberge“                              | Hausberge Hauptstraße 33 Karte                                                 | Zweigeschossiger, verputzter Giebelbau aus Fachwerk. Giebel zweifach vorkragend, verbrettert. Rückgiebel wegen einer Durchfahrt teilweise im Erdgeschoss abgetragen und auf Eisen geständert. Rote Pfannendeckung. |                           |                  | 0059            |
| Tönsmeierhof                                          | Tönsmeierhof                                          | Hausberge Hauptstraße 39 Karte                                                 | Burgmannshof. Eingeschossiger Fachwerkbau, Giebel auf Stichbalken vorkragend, Rückgiebel massiv, Krüppelwalmdach mit roter Pfannendeckung. |                           |                  | 0060            |
| Burgmannshof                                          | Burgmannshof                                          | Hausberge Hauptstraße 41 Karte                                                 | Burgmannshof derer von Lange, zweigeschossiger Fachwerkbau auf hangseitigem Sockel mit hohem Satteldach mit braunen Pfannen. Fachwerk verputzt. Giebel dreifach vorkragend. Links moderner Anbau. Rückgiebeldreieck mit Eternit verkleidet. Fenster teilweise verändert. | Ende des 17. Jh.          |                  | 0061            |
| Wohnhaus                                              | Wohnhaus                                              | Hausberge Hauptstraße 45 Karte                                                 | Zweieinhalbgeschossiger, fünfachsiger, spätklassizistischer Putzbau auf hohem Sockel. Die Mittelachse durch einen Erker betont, Rechteckfenster mit Flaschen. Rechteckfenster des Obergeschosses mit ornamentaler Fensterbank und bekrönenden Akroterien, kleines Rechteckfenster im Halbgeschoss, Zahnschnitt, flaches Satteldach mit roter Pfannendeckung. |                           |                  | 0062            |
| Wohnhaus                                              | Wohnhaus                                              | Hausberge Hauptstraße 46 Karte                                                 | Zweigeschossiger, langgestreckter Fachwerkbau mit Putzgefachen, Fassade zur Hauptstr. in Eternitverkleidung, Erdgeschoss ansonsten massiv, Krüppelwalmdach, schwarze Pfannendeckung. 2013 Beschädigung des Dachstuhls durch Brandstiftung. |                           |                  | 0063            |
| Wohnhaus und Geschäftshaus                            | Wohnhaus und Geschäftshaus                            | Hausberge Hauptstraße 47 Karte                                                 | Zweigeschossiger Putz- u. Fachwerkbau in Hanglage auf Kellergeschoss. Polygonaler Mittelerker mit hohem Drempel u. spitzer Haube mit grünen Pfannen. Im Erdgeschoss Putzquadersockel mit dorischen Eulen am Erker und seitlich je ein großes Fenster. Obergeschoss links mit einem dreiteiligen Fenster unter Stichbogenbekrönung, Obergeschoss rechts in Zierfachwerk mit drei Fenstern, Walmdach mit roten Pfannen. | um 1890/1900              |                  | 0064            |
| Wohn- und Geschäftshaus                               | Wohn- und Geschäftshaus                               | Hausberge Hauptstraße 48 Karte                                                 | Traufenständiges, zweigeschossiges Massivhaus von 7 Achsen mit Krüppelwalmdach, vermutlich unter Verwendung älteren Materials. Rechter Teil mit Portal leicht zurückgesetzt. Im Dach ein dreiachsiges Zwerchhaus mit Dreiecksgiebel aus Ziegelstein, vermutlich später. Braune Pfannendeckung. Fenster mit Steinrahmung (Alte Posthalterei von 1835). | 1835                      |                  | 0065            |
| Wohnhaus                                              | Wohnhaus                                              | Hausberge Hinter der Kirche 3 Karte                                            | Giebelständiges, zweigeschossiges Fachwerkhaus mit hellen Gefachen, links zweigeschossiger Giebelvorbau, Giebel auf Stichbalken dreifach vorkragend. Seitenwände zu geringen Teilen massiv. Rückgiebel vermutlich ganz massiv. 1681 könnte das richtige Baudatum sein. Gegenüber in Richtung zur Kirche ein traufenständiger Bau (Fachwerk) von einem Geschoss mit einem Massivanbau. Rückgiebel über Fachwerk verputzt. | 1681                      |                  | 0067            |
| Wohn- und Geschäftshaus (Seidenweberhaus)             | Wohn- und Geschäftshaus (Seidenweberhaus)             | Hausberge Kiekenbrink 1 Karte                                                  | Auf hohem Sockel stehendes, zweigeschossiges Fachwerkeckhaus in exponierter Ecklage am Hang. Jeweils auf verzierten Stichbalken vorkragend, im Erdgeschoss Ladeneinbauten des 19. Jh. mit roter Pfannendeckung. |                           |                  | 0069            |
| Zweigeschossiges Fachwerkwohnhaus                     | Zweigeschossiges Fachwerkwohnhaus                     | Hausberge Kiekenbrink 10 Karte                                                 | Zweigeschossiger Fachwerkbau mit weißen Putzgefachen, Giebel auf Stichbalken vorkragend, obere Giebelhälfte verbrettert. Rückteil massiv. Satteldach mit roter Pfannendeckung. |                           |                  | 0071            |
| Altes Zollhaus                                        | Altes Zollhaus                                        | Hausberge Kiekenbrink 12 Karte                                                 | Gebäude, das nach Einführung der Akzise, nach Erhebung des bis dahin freien Marktflecken Hausberge zur Stadt, im Jahre 1722 als Zollstation gedient hat. Seinerzeit wurden alle in einer Stadt ein- und ausgehenden Waren mit der Akzise, einer Art Umsatzsteuer belegt. Da in jener Zeit das Kirchsiek noch nicht als feste Straße ausgebaut war, ging die Fahrverbindung von Hausberge in Richtung Rinteln und umgekehrt, mit Postkutsche und Pferdewagen über den Kiekenbrink und durch den Hohlen Weg. Zur Überwachung des Warenein- und ausgangs über diesen Weg, wurde im vorgenannten Haus eine Zollstation errichtet. Vor dem Gebäude soll sich bis zur Aufhebung der Akzise eine Zollschranke befunden haben. |                           |                  | 0071b           |
| Keller an der Hauptstraße                             | Keller an der Hauptstraße                             | Hausberge Hauptstraße 52 Karte                                                 | Bei Besiedlung des unteren Marktflecken Hausberge, entlang der Hauptstr., konnten wegen des hohen Grundwasserstandes dort keine Keller in den Häusern gebaut werden. Zur Vorratshaltung von Kartoffeln, Runkeln und anderen Gartenfrüchten wurden deshalb diese sogenannten Bergkeller in den Hängen gegenüber den bebauten Grundstücken gebaut. Oft wurde diese Bergkeller von mehreren Familien gemeinsam benutzt. Der Bergkeller gegenüber dem Haus Hauptstr. 52 stammt aus dem Jahre 1853. | 1853                      |                  | 0071c           |
| Fensterlaibung am Hause Johannsen (jetzt Brosius)     | Fensterlaibung am Hause Johannsen (jetzt Brosius)     | Hausberge Hauptstraße 14 Karte                                                 | Fensterlaibung gestaltet aus Bruchstücken steinmetzmäßiger Teile aus Oberkirchener Sandstein. Nach Einschätzung des Ortsheimatpflegers handelt es sich um Teile der nach 1723 abgebrochenen Schalksburg. |                           |                  | 0073a           |
| Bahnhofs-Empfangsgebäude mit Gleisstützmauer          | Bahnhofs-Empfangsgebäude mit Gleisstützmauer          | Hausberge Platte Weide 1 Karte                                                 | a) Bahnhofsempfangsgebäude: Das ehemalige Bahnhofsempfangsgebäude Porta liegt an der am 15. Okt. 1847 eröffneten Strecke der Köln-Mindener-Eisenbahn (ab 1879 Preußische Staatsbahn) von Hamm nach Minden. Es handelt sich um einen langgestreckten, aus mehreren Bauteilen bestehenden Putzbau in neoklassizistischer Formgebung. Das Gebäude wurde 1913/18 von der Fa. Bludau, Insterburg als Neubau anstelle seines Vorgängers errichtet. Der Bahnhof Porta ist neben dem Porta-Denkmal baulicher Schmuck und Wahrzeichen des für Westfalen Symbolcharakter tragenden Weserdurchbruchs „Porta Westfalica“ mit seinen drei Verkehrswegen Fluss, Straße und Bahnlinie. Er ist in Einheit mit dem Denkmal zu sehen, in dessen historischem Gesamtzusammenhang er entstanden ist und dessen architektonischer Zielsetzung er in dieser spätwilhelminischen Ära gerecht wird. Auf Allansichtigkeit angelegt, bestimmt er das dem Porta-Denkmal gegenüberliegende Ufer. Somit trägt er nicht nur für die Stadt Porta, sondern auch für Westfalen Bedeutung. Darüber hinaus dokumentiert er die verkehrs- und wirtschaftsgeschichtliche Entwicklung der Stadt und gilt als Zeugnis für die Bahnhofsarchitektur jener Zeitepoche. Für seine Erhaltung und Nutzung sind wissenschaftliche und städtebauliche Gründe zu benennen. b)Gleisstützmauer: Bei diesem Objekt handelt es sich um eine Stützmauer des Bahndammes an der Köln-Mindener-Eisenbahn, parallel zum Weserufer verlaufend. Sie zeigt eine einheitliche jugendstilhafte Gestaltung mit kräftigen Pfeilervorlagen und einem durchbrochenen Geländer. Die Mauer wurde in Beton errichtet. Sie sichert hier an der engsten Stelle der „Porta Westfalica“ den Bahndamm gegen die tiefer gelegene Weseraue. Ihre besondere Bedeutung liegt in ihrem Zeugniswert für Anspruch und Geisteshaltung jener Zeit, selbst einfachste Bauaufgaben gestalterisch anspruchsvoll zu lösen, zumal wie hier die Stützmauer, gegenüber dem Porta-Denkmal, an einer städtebaulich wichtigen Stelle errichtet wurde. Somit ist sie gemeinsam mit dem Bahnhofsgebäude Porta Westfalica-Hausberge von überaus ortsbildprägendem Charakter. Für die Erhaltung und Nutzung sind wissenschaftliche und städtebauliche Gründe zu benennen. | 1915                      |                  | 0073b           |
| Ev. Pfarrkirche Holtrup von 1517                      | Ev. Pfarrkirche Holtrup von 1517                      | Holtrup Holtruper Straße 66 Karte                                              | Querrechteckiger massiver Westturm des 12. Jh. Dreijochiger Saalbau mit 5/8 Schluss, 1517 von Meister Johann Cruse (Inschrift am südöstlichen Strebepfeiler) errichtet. Kreuzrippengewölbe auf Konsolen, zweiteilige Maßwerkfenster. Ausstattung: Mondsichelmadonna und 12 Apostel von einem Marienaltar von 1525. Vorzügliche Arbeiten der Werkstatt des Hildesheimer Benediktmeisters, alte Fassung. Spätgotischer Taufstein, Kanzel von 1558, Emporen von 1660. Auf dem Friedhof einige Grabsteine und Kriegerdenkmal des Ersten Weltkrieges. Pylon mit Ehrentafel. | 1517                      |                  | 0074            |
| Hof Schmiedebrink 1 (ehem. Schmiede) von 1854         | Hof Schmiedebrink 1 (ehem. Schmiede) von 1854         | Holtrup Schmiedebrink 1 Karte                                                  | Auf Bruchsteinsockel stehender Vierständerbau, Backsteingefache, Giebel auf Knaggen zweifach vorkragend, total verbrettert. Rote Pfannendeckung. Fachwerkrückgiebel mit Halbrundwalm und Schopf. Inschrift auf Torbalken, Giebelschwelle und Rückgiebelschwelle. | 1854                      |                  | 0077            |
| Wohnhaus (Vierständerfassade)                         | Wohnhaus (Vierständerfassade)                         | Holtrup Schmiedebrink 6 Karte                                                  | Fassade eines Vierständerhauses mit hellen Gefachen im Erdgeschoss und Ziermauerwerk im Giebel, der auf mächtigen Knaggen mit mehreren Taustäben vorkragt. Spitze auf Knaggen verbrettert. Schwere Torbalken. Inschrift. | 1508                      |                  | 0078            |
| Hof                                                   | Hof                                                   | Holtrup Unterloh 71 Karte                                                      | Vierständerhaus mit weißen Gefachen, Giebel auf Knaggen vorkragend, verbrettert. Rückgiebel auf Stichbalken und Füllhölzern zweifach vorkragend, Giebelspitze auf Knaggen verbrettert. Rückgiebel zum geringen Teil mit modernem Haus massiv verbunden. Schwarze Pfannendeckung, Inschrift auf Torbalken. | 1848                      |                  | 0080            |
| weitere Bilder                                        | Reste der ehemaligen Weserfähre und Fährhaus          | Holtrup Vössen Karte                                                           | Reste einer ehemaligen Weserfähre mit gepflasterter Zufahrtsrampe, Masten für das Führungsseil und Spannvorrichtung sowie ein kleines Fährhaus. Der auf der gegenüberliegenden Weserseite befindliche Mast, sowie die zweite Rampe liegen auf Bad Oeynhausener Stadtgebiet. Das Objekt hat für Westfalen Seltenheitswert. Selbst die Reste dieser Anlage vermögen noch ein anschauliches Bild des damaligen Fährverkehrs zu vermitteln. Für die Erhaltung und Nutzung sind wissenschaftliche Gründe zu benennen. |                           |                  | 0081            |
| Ev. Pfarrkirche Holzhausen                            | Ev. Pfarrkirche Holzhausen                            | Holzhausen Frankenring Karte                                                   | Ursprünglicher romanischer Saalbau von zwei Langhausjochen, eingezogener Chor mit Rundapsis u. romanischem Westturm. Langhaus nach Norden in barocker Zeit um das Doppelte erweitert. Eingänge an Turm und Nordseite von 1669. In der Südwand spitzbogige Maßwerkfenster in rundbogigen Blendbögen zwischen Wandpfeilervorlagen. Westturm nach dem Schiff hin in zwei Geschossen geöffnet, in der Westwand des Obergeschosses ein Kamin. Wandmalereien des 16. Jh. in der Apsis: Geißelung Christi von den Resten einer Gregormesse überdeckt, um 1500. | 1500                      |                  | 0083            |
| BW                                                    | Gut Amorkamp, (ehem. Wasserschloss)                   | Holzhausen Amorkamp 1 Karte                                                    | Zweigeschossiges Fachwerkhaus (verputzt) von 5 Achsen. Mittelteil risalitartig betont mit kleiner Freitreppe. Tür mit seitlichen Fenstern, Balkon mit Balkontür und Fenstern. Die seitlichen Fenster paarig angeordnet. Walmdach. Seitliche moderne Anbauten. Links kleine Terrasse mit Rokokogitter. Wirtschaftsgebäude teilweise erhalten. Auf dem Gelände alter Baumbestand und Toreinfahrt. Rest der Grabenanlage vorhanden. Im Gelände ein Erbbegräbnis (kaum erhalten). |                           |                  | 0084            |
| Gemeindesaal (ehem. Pfarrhaus)                        | Gemeindesaal (ehem. Pfarrhaus)                        | Holzhausen Gänsemarkt 6 Karte                                                  | Breiter Vierständerbau, weiße Putzgefache, nur noch Front und 1. Seite original, Tor zugebaut. Krüppelwalmdach mit roter Pfannendeckung, Inschrift auf Torbalken. |                           |                  | 0086            |
| Hof                                                   | Hof                                                   | Holzhausen Gänsemarkt 5 Karte                                                  | Vierständerhof mit hellen Gefachen im Erdgeschoss und roten Backsteinfüllungen im Giebel, Spitze verbrettert (Teile des Fachwerks im Giebeldreieck mit Fenstern modern). Linke Seitenwand sowie Kammerfach massiv erneuert. Braune Pfannendeckung. | 1843                      |                  | 0087            |
| BW                                                    | Hof                                                   | Holzhausen Costedter Straße 3 Karte                                            | Stattlicher Backsteinhof mit Schmuckverband in gelbem Stein, Giebel mit Konsolfries zweifach geteilt, um halbe Steinstärke vorkragend, alle Fenster stichbogig mit begleitendem Rundstab. Rote Pfannendeckung. Rückgiebel dreifach vorkragend mit Konsolfriesen, Fenster im Erdgeschoss paarig zusammengefasst. Inschrift auf Keilstein des Sandsteinhoftores und Sandsteinplatte im Giebeldreieck. | 1897                      |                  | 0090            |
| BW                                                    | Hof                                                   | Holzhausen Vennebecker-Bruch-Straße 6 Karte                                    | Vierständerhaus mit Backsteingefachen, Giebel auf Knaggen, zweifach leicht vorkragend, Spitze verbrettert, linke Wand aus Fachwerk, rechte Wand massiv. Fachwerkrückgiebel ganz holzverkleidet. Dachsparren auf profilierten Auflängern. Rote Pfannendeckung. Inschrift auf Torbalken und Giebelschwelle. |                           |                  | 0093            |
| BW                                                    | Hof                                                   | Holzhausen Vlothoer Straße 97 Karte                                            | Vierständerbau mit linksseitigem Fachwerkvorbau, Backsteingefache in Ziersetzung, Giebel auf Stichbalken vorkragend, Giebelspitze verbrettert, rote Pfannendeckung. Rückgiebel gleich der Front, später nachgebaut. Inschrift auf Torbalken und Rückgiebelschwelle. | 1806/1868                 |                  | 0094            |
| weitere Bilder                                        | Ehemaliges Gut Oheimb                                 | Holzhausen Vlothoer Straße 120 Karte                                           | Zweiflügelanlage, zweigeschossig, moderner Rauputz, stark entstellend und verändert. Alter Türsturz mit Rahmen und Allianzwappenstein (von Grone, von Dumstorf), Walmdach. Alte Parkanlage mit Erbbegräbnis von 1907. | 1690                      |                  | 0095            |
| weitere Bilder                                        | Turmwindmühle                                         | Holzhausen Hackfeldstraße 55 Karte                                             | Auf künstlichem Hügel mit Lagerbau, hoher verputzter konischer Turm, Haube flach mit Teerpappe abgedeckt. Teile des Getriebes noch vorhanden. |                           |                  | 0096            |
| Kriegerdenkmal                                        | Kriegerdenkmal                                        | Holzhausen Möllberger Straße Karte                                             | Sandsteinblock mit Pilasterrahmen auf Bruchsteinsockel. Stark profilierte Bekrönung. Auf dem Block zwischen den Pilastern Relief eines knienden Soldaten, seitlich Namenstafeln. Widmungstafel unterhalb des Reliefs stark verwittert. Ecke Vlothoer Straße/Möllberger Straße ein schlichtes Mahnmal von 1939–1945. Sandsteinpylon mit Mahntafel und eisernem Kreuz. Auf der Rückseite eine Steintafel: 100-Jahrfeier des Geburtstages Wilhelm des Großen, errichtet vom Kriegerverein Holzhausen am 22. Mrz. 1897. | um 1920                   |                  | 0097            |
| BW                                                    | Grabstelle                                            | Holzhausen Helser Bruch / Ecke Linken Mühle Karte                              | Grabplatte im Gebüsch an der Linken Mühle. Gehörte zum Besitz der von Oheimb. Basaltblock: 245 × 150 × 25 cm. Inschrift: Hier wünscht zu ruhen Johann Friedrich Georg Wilhelm von Oheimb., gewesen Schaumburg-Lippischer Obrist und Chef eines Infanterie-Regiments im 7-jährigen Kriege. Geb. 15. Juni 1735, gestorben am 9. Juni 1818. | 1818                      |                  | 0098            |
| Ev. Pfarrkirche Kleinenbremen                         | Ev. Pfarrkirche Kleinenbremen                         | Kleinenbr. Deliusstraße 2 Karte                                                | Mittelalterlicher Turm mit romanischem Tympana mit der Darstellung einer segnenden Hand Gottes zwischen Sternen und reicher Rahmung. Zweitens Löwenrelief in ornamentaler Rahmung. Langhaus: neugotische kreuzförmige Halle mit drei Schiffen. | 1894                      |                  | 0099            |
| Wohnhaus (Hof)                                        | Wohnhaus (Hof)                                        | Kleinenbr. Alte Straße 35 Karte                                                | Relativ kurzes Vierständerhaus mit roten Backsteingefachen. Giebel auf Stichbalken und profilierten Füllhölzern leicht vorkragend, Spitze verbrettert. Rückgiebel im Erdgeschoss massiv mit 3/4 Rundwalm. Inschrift auf Torbalken. | 1842                      |                  | 0100            |
| Hof                                                   | Hof                                                   | Kleinenbr. Am Rehm 27 Karte                                                    | Queraufgeschlossener Vierständerbau. Backsteingefache gelb gefasst, rote Pfannendeckung. Giebel glatt mit verbretterten Spitzen. | 1887                      |                  | 0101            |
| Hof                                                   | Hof                                                   | Kleinenbr. Deliusstraße 1 Karte                                                | Vierständerbau mit weißen Putzgefachen, Giebel auf Stichbalken zweifach vorkragend, obere Giebelhälfte verbrettert. | 19. Jh.                   |                  | 0103            |
| Hof (Ackerbürgerhaus)                                 | Hof (Ackerbürgerhaus)                                 | Kleinenbr. Deliusstraße 13 Karte                                               | Kleiner Vierständerbau mit relativ hohen Mauern, rechts Fachwerkanbau auf Backsteinkellergeschoss, Backsteinfüllung, teilweise rot bzw. weiß, geschlämmt, Giebel glatt, obere Hälfte verbrettert. Rückgiebel zweigeschossig mit rundem Walm. Rote Pfannendeckung. Tor teilweise zugesetzt. | 1828                      |                  | 0104            |
| BW                                                    | Scheune                                               | Kleinenbr. Deliusstraße 14 Karte                                               | Stattliche Fachwerkscheune mit engem Fachwerk. Links- bzw. rechtsseitige Tore, rote Pfannendeckung. Inschriften auf den Toren und den Giebelschwellen. Auf dem Gelände ein zweigeschossiger Fachwerkspeicher mit Backhaus (eingetragen unter der lfd. Nr. 178). Haupthaus von 1910, eingeschossig mit 4 Fensterachsen und Zwerchhaus, später Neuklassizismus. Krüppelwalmdach mit schwarzer Pfanne. | 1851                      |                  | 0105            |
| Hof                                                   | Hof                                                   | Kleinenbr. Kleinenbremer Straße 10 Karte                                       | Vierständerhaus mit massivem Quergiebelwohnteil. Backsteinfüllungen, Giebel auf Stichbalken und Füllhölzern leicht vorkragend. Spitze verbrettert. Rote Pfannendeckung. Links Fachwerkstall – Scheunenanbau. Inschrift auf Torbalken. | 1849                      |                  | 0106            |
| BW                                                    | Wohnhaus                                              | Kleinenbr. Kleinenbremer Straße 21 Karte                                       | Traufenständiges eingeschossiges Haus mit Walmdach über L-förmigem Grundriss mit blau-grauen Gefachen. Tor im Seitentrakt zugesetzt, teilweise auf massivem Sockel. Rote Pfannendeckung. | Anfang 19. Jh.            |                  | 0108            |
| BW                                                    | Haupthofgebäude                                       | Wülpke Rintelner Straße 240 Karte                                              | Vierständerhof mit Tor aus der Mittelachse verschoben. Rote Backsteingefache, Giebel auf Stichbalken und profilierten Füllhölzern dreifach vorkragend, Spitze verbrettert. Rote Pfannendeckung. | 1840                      |                  | 0109            |
| BW                                                    | Hof                                                   | Wülpke Rintelner Straße 276 Karte                                              | Vierständerbau, Backsteingefache, Giebel auf Stichbalken und profilierten Füllhölzern zweifach vorkragend, obere Giebelhälfte verbrettert. Rote Pfannendeckung. Rückgiebel massiv. Inschrift auf Torbalken. | 1859                      |                  | 0110            |
| Vierständerbau                                        | Vierständerbau                                        | Kleinenbr. Schillingshof 2 Karte                                               | Vierständerbau mit Vorschauer, weiße Putzgefache, auf Stichbalken vorkragender, verbretterter Giebel, rote Pfannendeckung, Rückgiebel gleichgestaltet wie Front. Inschrift auf Torbalken. | 1723                      |                  | 0111            |
| Hof                                                   | Hof                                                   | Kleinenbr. Schillingshof 5 Karte                                               | Vierständerbau mit Backsteinfüllungen, rechte hintere Seitenwand im unteren Teil massiv, Giebel verbrettert. Rote Pfannendeckung. Links kleine Auslucht, teilweise massiv. Inschrift auf Torbalken (überstrichen). Rückgiebel zweigeschossig, ebenfalls mit verbrettertem Giebeldreieck. | Mitte des 19. Jh.         |                  | 0112            |
| BW                                                    | Hof, Vierständerhaus                                  | Kleinenbr. Selliendorfer Straße 30 Karte                                       | Vierständerhaus mit roten Gefachen, glatter Giebel mit verbretterter Giebelspitze, Rückgiebel einfach vorkragend mit rundem Halbwalm. Rote Pfannendeckung. Inschrift (übermalt) auf Torbalken. Rechts und links massive Anbauten. |                           |                  | 0113            |
| BW                                                    | Wollbrechtshof                                        | Kleinenbr. Wollbrechtshof 3 Karte                                              | Haupthaus, ein Vierständerbau von 1802 mit um 1860 zweigeschossig erneuertem Wohnteil, dieser Bau insbesondere mit den denkmalwerten Partien: Giebelwände, Wohnteil, linke Ständerreihe im Innern, Deckenbalkenlage und Dachstuhl dem Altenteilerhaus von 1790, ursprünglich ein Durchgangsdielenhaus, später mit Kücheneinbau, dieser Bau abzüglich Dachausbau und kleinem rechten Anbau (dieser mit wiederverwandtem Außenwandstück), der Scheune von 1743, einem typischen Scheunenbau des Mindener Landes mit seitlicher Durchfahrt und drei seitlichen Fächern und dem Backhaus von 1747, ein gleichfalls typischer Bau mit bemerkenswerter erhaltener Esse und neuem außenliegenden Ofen. | 1802                      |                  | 0113a           |
| Kriegerdenkmal                                        | Kriegerdenkmal                                        | Kleinenbr. Deliusstraße 2 Karte                                                | Halbkreismauer mit Ehrentafeln, in der Mitte mit Inschrift, darauf Skulptur: ein Soldat, der seinem sterbenden Kameraden hilft. Bildhauer Kaule, Bückeburg. | 1920/25                   |                  | 0114            |
| weitere Bilder                                        | Ev. Kirche                                            | Lerbeck Zur Porta / Ecke Kirchweg Karte                                        | Neugotische Halle mit Westturm aus Werkstein 1888/92. Im Inneren an drei Stützen Emporen. Altar und Verglasung aus der Erbauungszeit. | 1888/1892                 |                  | 0115 Wikidata   |
| Hof                                                   | Hof                                                   | Lerbeck An der Lerbeeke 2 Karte                                                | Vierständerbau mit zugesetztem Tor, Backsteingefache, Halbrundwalm, rote Pfannendeckung, Rückgiebel wie Front. Inschrift auf Torbalken und Giebelschwelle. | 1859                      |                  | 0116            |
| Hof                                                   | Hof                                                   | Lerbeck Zur Porta 80 Karte                                                     | Vierständerbau, Backsteingefache, Vollrundwalm mit roter Pfannendeckung (wie Dach), Schopf verschiefert, Fachwerkrückgiebel auf Stichbalken und Füllbrettern einfach vorkragend, Halbrundwalm. Inschrift auf Torbalken und Rückgiebelschwelle. | 1863                      |                  | 0118            |
| Hof                                                   | Hof                                                   | Lerbeck Zur Porta 81 Karte                                                     | Vierständerhallenbau von 1866, durch den Zimmermeister Büntte für das Ehepaar Drögemeier errichtet. Dabei wurde im Wohnteil das Erdgeschoss eines Vorgängerbaus von 1799 (siehe Rähm am Rückgiebel) wiederverwendet. Der Wirtschaftsteil ist im Laufe des 20. Jahrhunderts einschneidend verändert worden, wobei der alte Torbogen im Giebel entfernt und die Öffnung geschlossen wurde. Er wurde für eine Querdurchfahrt wiederverwendet. Inneres Gerüst unterhalb der Dachbalken hier entfernt. Der Denkmalwert beschränkt sich auf das Äußere des Hauses einschließlich Balkenlage mit Dachwerk, ferner die erhaltenen Teile des älteren Wohnteiles, insbesondere die mittlere Stube mit Tür und Lambris der Bauzeit und bunt verglasten Fenstern zum ehemaligen Flett. | 1799/1866                 |                  | 0119            |
| Hof                                                   | Hof                                                   | Lerbeck Zur Porta 85 Karte                                                     | Vierständerhaus mit roten Gefachen in Ziermauerwerk mit Rundwalm. Seitlich massive Anbauten. Rückteil massiv mit quergestelltem Wohnhaus. Braune Pfannendeckung. Inschrift auf Torbalken und Giebelschwelle. | 1861                      |                  | 0120            |
| Portal in Lerbeck                                     | Portal in Lerbeck                                     | Lerbeck Zur Porta / Ecke Kirchweg Karte                                        | Rundbogiges Portal an der Südseite des Kirchplatzes mit Beschlagwerk und Wappen um 1600, vor der alten Kirche. | um 1600                   |                  | 0122            |
| Grabsteine auf dem Kirchhof in Lerbeck                | Grabsteine auf dem Kirchhof in Lerbeck                | Lerbeck Zur Porta / Ecke Kirchweg Karte                                        | Kirchplatzmauer mit Grabsteinen. |                           |                  | 0122            |
| Weserpegel Porta                                      | Weserpegel Porta                                      | Lerbeck An der Pforte Karte                                                    | a) Pegellattenanlage mit der Uferbefestigung im Bruchsteinmauerwerk und dem begleitenden Aufgang b) Automatischer Pegel, bestehend aus: Sickerschacht, Rohrleitung, Schwimmerschacht aus Brunnenringen 1,0 m O, Pegelhaus. Am östlichen Weserufer gelegener Pegel mit vierfach gestuften Pegellatten am Bruchsteinmauerwerk. Pegellatten bis 8 m bezeichnet. Rechts begleitend Aufgang in Naturstein. Im oberen Drittel wird die dortige Pegellatte durch ein einfaches Geländer gegen Abstürzen gesichert. Die vor beschriebenen Pegellatten dienen dem direkten Ablesen der jeweiligen Wasserstände. Weiter ist zur automatischen Registrierung der jeweiligen Wasserstände ein Pegelschreiber vorhanden. Er befindet sich in einem eigenständigen Gebäude (Pegelhaus). Kreisrunder Bau aus Porta Sandstein unter achteckigem Zeltdach. Zeltdach mit Hohlpfannen eingedeckt und über Regenrinnen entwässert. Traufbereich verbrettert und braun gestrichen. Zur Weserseite einfaches zweiflügeliges hochrechteckiges Fenster. Sturz hier ausgebildet aus hochkant gestellten Bruchsteinen. Eingang auf der zur Weser abgewandten Seite zur Straße „An der Pforte“. Einfache verbretterte Tür unter Natursteinsturz. Tür braun gefasst. Es handelt sich somit um ein Denkmal im Sinne des § 2 DSchG NRW an dessen Erhaltung und Nutzung ein öffentliches Interesse besteht. Es begründet sich in der Bedeutung für die Entwicklung der Arbeits- und Produktionsverhältnisse, hier die Sicherstellung der Weserschifffahrt, die nur aufgrund von gesicherten Pegelmessungen und den daraus abgeleiteten Wasserstandsvorhersagen, eine optimal ausgelastete Schifffahrt betreiben konnte. Für die Erhaltung und Nutzung liegen wissenschaftliche Gründe vor, da es sich bei diesem Pegel – im Raum Westfalen-Lippe – um den ältesten bzw. ersten Pegel mit Schwimmerschaft handelt. |                           |                  | 0123            |
| BW                                                    | Hof                                                   | Lohfeld Eisberger Straße 207 Karte                                             | Vierständerhaus mit Backsteinfüllungen, Giebel glatt, obere Hälfte verbrettert. Links massiver Stallanbau (Wand aber ungestört), Rückgiebel einfach vorkragend mit hellem Rundwalm und Schopf. Rote Pfannendeckung. Inschrift auf Torbalken und Giebelschwelle. | 1863                      |                  | 0124            |
| BW                                                    | Scheune, Stall sowie Fachwerkwassermühle              | Lohfeld Zu den Mühlenhöfen 40 Karte                                            | Scheune mit linksseitig massivem Anbau, Vierständerbau mit Backsteingefachen und verbrettertem Giebel, Rückgiebel mit Rundwalm. Rote Pfannendeckung. Inschrift auf Torbalken. Fachwerkwassermühle mit weißen Gefachen auf hohem Satteldach, Giebel verbrettert. Reste der Ausstattung vorhanden sowie Teich und Wasserradachse, vermutlich Mitte des 19. Jh. Rote Pfannendeckung. | 1891                      |                  | 0125            |
| BW                                                    | Hof                                                   | Lohfeld Lohfelder Straße 231 Karte                                             | Vierständerhaus mit roten Backsteinfüllungen, runder Halbwalm mit Schopf, rechts und links massive Anbauten. Rückgiebel dreifach auf Füllhölzern und Stichbalken vorkragend, Spitze verbrettert, nur linke Seite massiv. Rote Pfannendeckung. Inschrift auf Torbalken. | 1855                      |                  | 0127            |
| BW                                                    | Hof                                                   | Lohfeld Südhang 70 Karte                                                       | Vierständerbau rechts ausgebaut. Backsteingefache, Vollrundwalm, rote Pfannendeckung, Fachwerkrückgiebel auf Quadersockel, links zum Teil massiv. Halbrundwalm. Inschrift auf Torbalken. | 1874                      |                  | 0128            |
| BW                                                    | Hof                                                   | Möllbergen Zu den Höfen 1 Karte                                                | Haupthaus Vierständerhaus mit Backsteinfüllungen, Hofgiebel im Dreieck verbrettert, im Rückgiebel mit Zierverband (neu) auf Knaggen vorkragend. Inschriften auf Giebelschwellen. Speicher mit Backofen, Torbalken dat. 1813, Fachwerk mit Backsteinfüllungen. Leibzuchthaus von 1883 mit Backsteinfüllungen. Glatter Hofgiebel mit verbretterter Spitze, ebenso Rückgiebel. | 1802                      |                  | 0129            |
| Laurentiuskapelle                                     | Laurentiuskapelle                                     | Nammen Laurentiusstraße 4a Karte                                               | Fachwerksaalbau mit polygonalem Schluss und Dachreiter. | 16. Jahrhundert           |                  | 0132            |
| Hof                                                   | Hof                                                   | Nammen Im Diekhoff 7 Karte                                                     | Hof mit rechtsseitigem Massivanbau. Gefache mit rotem Backstein. Giebel auf Stichbalken vorkragend mit halbem Rundwalm auf Kopfbändern. Rote Pfannendeckung. Rückgiebel einfach auf Stichbalken und profilierten Füllhölzern vorkragend. Halber Rundwalm. Inschrift auf Torbalken. | 19. Jh.                   |                  | 0135            |
| Hof                                                   | Hof                                                   | Nammen Im Diekhoff 9 Karte                                                     | Vierständerbau auf Quadersockel mit Backsteingefachen und Halbrundwalm Eternit gedeckt. Rote Pfannendeckung. Rechte Seite massiv. Fachwerkrückgiebel wie Front dat. 1770. Inschrift auf Torbalken. | 1770/19. Jh.              |                  | 0136            |
| Hof Leibzucht                                         | Hof Leibzucht                                         | Nammen Laurentiusstraße 27 Karte                                               | Vierständerhaus mit Ziermauerwerk. Links massiver Anbau. Glatter Giebel mit verbretterter Spitze. Rückgiebel im Erdgeschoss massiv verblendet. Runder Halbwalm. Rote Pfannendeckung. Inschrift an Torbalken und beiden Giebelschwellen. | 1835                      |                  | 0137            |
| Hof                                                   | Hof                                                   | Nammen Rintelner Straße 112 Karte                                              | Vierständerbau mit Backsteingefachen und Vollrundwalm. Giebelspitze verschiefert. Rote Pfannendeckung. Fachwerkrückgiebel 2-geschossig, auf Stichbalken und Füllhölzern vorkragend, halber Walm Eternit gedeckt, Schopf verbrettert, Inschrift auf Torbalken. | 1800                      |                  | 0140            |
| Hof                                                   | Hof                                                   | Nammen Untkenstraße 8 Karte                                                    | Vierständerbau mit Backsteingefachen und rechtsseitigem massivem Stallanbau. Linke Wand teilweise massiv. Glatter Giebel mit verbretterter Giebelspitze. Rückgiebel 2-fach vorkragend. Giebelspitze verbrettert. Inschrift auf Torbalken und Giebelschwelle. Rote Pfannendeckung. Backhaus vermutlich noch 18. Jh. Weiße Gefache mit verbretterten Giebeldreiecken. Ofen vor 15 Jahren entfernt: Teilweise massiv verblendet. Leibzucht hinten massiv erweitert mit halbem Rundwalm, 19. Jh. | 1840                      |                  | 0141            |
| Hof                                                   | Hof                                                   | Nammen Laurentiusstraße 14 Karte                                               | Auf hohem Sockel stehender Vierständerbau, Backsteingefache, Vollrundwalm. Rote Pfannendeckung. Fachwerkrückgiebel mit Halbrundwalm. Inschrift auf Torbalken. Gegenüber Fachwerkscheune mit Lehmflechtgefachen, stark verfallen, von 1794. | 1857                      |                  | 0142            |
| Kalkofen Timmerberg                                   | Kalkofen Timmerberg                                   | Nammen Nammer Berg Karte                                                       | Ein an den Hang gestelltes Gebäude aus Bruchstein und Ziegel mit überdachten Anbauten. Oben konischer Schornstein auf rechteckigem Grundriss. Ofenöffnung erhalten. | 1894                      |                  | 0144            |
| Kriegerdenkmal                                        | Kriegerdenkmal                                        | Nammen Am Denkmal Karte                                                        | Abgetreppter Sockel, auf dem ein Blendpfeiler begrenzter Block steht, der die Ehrentafel trägt. Über dem Gesims vollplastische Figurengruppe eines gefallenen und eines trauernden Soldaten. Auf dem Sockel Namen der Gefallenen des Krieges 1939–45. | um 1920                   |                  | 0145            |
| Kammerfach eines Hofes                                | Kammerfach eines Hofes                                | Neesen Dorfgasse 2 Karte                                                       | Breitgelagertes Kammerfach eines großen Vierständerhofes mit weißen Backsteingefachen. Giebel leicht vorkragend mit rundem Halbwalm. | Anf. 19. Jh.              |                  | 0146            |
| Hof                                                   | Hof                                                   | Neesen Hausberger Straße 67 Karte                                              | Vierständerbau auf Quadersockel mit Backsteingefachen. Halbrundwalm mit Schopf auf profilierten Kopfbändern. Linksseitiger massiver Anbau, rechtsseitig moderner Anbau. Fachwerkrückgiebel einfach vorkragend auf profilierten Füllhölzern. Halber Rundwalm. Rote Pfannendeckung. (Lt. Aussage Dr. Spohn vom 7. Dez. 2004 steht nur das Kerngebäude unter Schutz – nicht die Anbauten) | Mitte des 19. Jh.         |                  | 0148            |
| Wohnhaus                                              | Wohnhaus                                              | Neesen Hausberger Straße 71 Karte                                              | Vierständerbau mit Backsteinfüllungen und Zierverbänden im Giebeltrapez. Runder Halbwalm mit Schopf. Rückgiebel einfach vorkragend mit halbem Rundwalm. Schwarze Pfannendeckung. Inschriften auf den Giebelschwellen und Torbalken. Tor als Eingang mit zurückgesetzter Wand. Sonst mit rundem Fachwerk. | 1863                      |                  | 0149            |
| Hof                                                   | Hof                                                   | Neesen Hausberger Straße 79 Karte                                              | Hofanlage mit Haupthaus. Zweigeschossiger Massivbau von 5 Achsen. Mittelrisalit mit Zwerchhaus und Fächergiebelaufsätzen. Gesims als Geschossteilung mit Mettlacher Platten. Konsolenfries als Dachgesims. Krüppelwalmdach mit braunen Pfannen. Gliederung des Zwerchhausgiebels. Rückteil verkleidet. Stallanbau massiv gleichzeitig. Fachwerkscheune von 1839, mit rundem Walm. Rote Pfannendeckung. Rückgiebel auf Stichbalken vorkragend mit verbretterter Spitze, dieser Teil (etwa eine Hälfte) datiert auf Torbalken 1718. Fachwerkbackhaus von 1800 mit Kellergeschoss aus Sandsteinquadern. Oben ausgebrochen. Giebel Fachwerk mit Zierverband in den Gefachen. Rote Pfannendeckung. | 1899                      |                  | 0150            |
| Heuerlinghaus                                         | Heuerlinghaus                                         | Neesen Holzweg 2a Karte                                                        | Kleines Vierständerhaus (Tor abgebrochen) mit Backsteingefachen, mit rundem Halbwalm und roten Pfannen. Rückgiebel wie vorn. Rechts kleiner Massivanbau. |                           |                  | 0151            |
| Hof                                                   | Hof                                                   | Neesen Dorfgasse 3 Karte                                                       | Vierständerbau mit linksseitigem Garageneinbau. Backsteingefache, Vollrundwalm, rote Pfannendeckung. Eternit gedeckter Schopf, Fachwerkrückgiebel einfach vorkragend mit modernen Fenstereinbauten und Balkon. Halbrundwalm. Inschrift auf Torbalken und Giebelschwelle. | 1868                      |                  | 0152            |
| Hof                                                   | Hof                                                   | Neesen Holzweg 4 Karte                                                         | Vierständerbau, Backsteingefache, Giebel zweifach vorkragend, verbretterte Giebelspitze, rote Pfannendeckung, Fachwerkrückgiebel auf Stichbalken vorkragend, Giebelspitze verbrettert, Inschrift auf Torbalken und Rückgiebelschwelle. Gernheimer Glas. | 1853                      |                  | 0153            |
| Torbogen                                              | Torbogen                                              | Neesen Meißener Straße 1 Karte                                                 | In die Hauswand eingebautes Rundbogenportal beachtlichen Ausmaßes mit kannelierten Pilastern, auf denen Diamant und Waffelsteine vorgeblendet sind. Kapitelle mit Kerbschnitt. Im Bogen verzierte Keilsteine auch innen bearbeitet. Cherubin, zwei Wappen mit Datum 16,10, an diesem Stein unten eine plastische Knospe. | 1610                      |                  | 0154            |
| Gutshof                                               | Gutshof                                               | Neesen Mühlenbrink 2 Karte                                                     | Dreiflügelanlage. Linksseitig neugotisches, zweigeschossiges, 4-achsiges Backsteinhaus mit schweifgiebelbekröntem Mittelresalit, linksseitig Wintergarten und Turm, Stichbogenfenster, Dreipassfries unter dem Dachansatz, Walmdach, schwarze Pfannendeckung, rechter Flügel mit rechteckigem Vorbau und Tannenbauaufsatz. | 1900                      |                  | 0158            |
| Hof                                                   | Hof                                                   | Neesen Zur Weser 1 Karte                                                       | Stattlicher Vierständerhof mit linksseitigem Stallanbau, bei dem lediglich die Hofseite massiv ist. Glatter Giebel mit rundem Halbwalm. Rückgiebel mit Eternit verkleidet. Einfach vorkragend mit rundem Halbwalm und Schopf. Graue Pfannendeckung, am Wohnteil rechts Massivanbau, rechte Wand Backstein. Inschrift auf Giebelschwelle und Torbalken. | 1854                      |                  | 0159            |
| Hof                                                   | Hof                                                   | Neesen Zur Weser 5 Karte                                                       | Zweiständerbau, Backsteingefache, Giebel auf Füllhölzern zweifach vorkragend. Giebelspitze verbrettert, rote Pfannendeckung. FW-Rückgiebel zweigeschossig, dreifach vorkragend, Spitze verbrettert. Inschrift auf Torbalken. FW-Scheune mit Backsteingefachen auf Bruchstein, Anfang 19. Jh.FW-Backhaus mit Rautenfachwerk, 2 Öfen vorhanden, 19. Jh. bis 1927 in Betrieb. | 1804                      |                  | 0160            |
| Leibzucht (Altenteilerhaus)                           | Leibzucht (Altenteilerhaus)                           | Neesen Zur Weser 5a                                                            | Schönes Vierständerhaus mit weißen Backsteingefachen, glatter Giebel mit verbretterter Spitze. Rückgiebel ganz verschiefert. Linke Seitenwand zum geringen Teil massiv, graue Pfannendeckung. |                           |                  | 0161            |
| Kriegerdenkmal                                        | Kriegerdenkmal                                        | Neesen Kalte Hude Karte                                                        | Großer Sandsteinblock von der Rückseite treppenartig ansteigend, dahinter Obelisk, seitlich Treppenaufgänge. Am Block vorn und seitlich Mosaike mit Kreuzen und Kreuzfeldern. Am Obelisk Tondomosaik mit Adler. Inschrift auf Block „Es starben für ihr Vaterland“, darunter Relief mit eisernem Kreuz. Mosaike um 1950. | um 1920/1950              |                  | 0163            |
| Villa Baumgarten                                      | Villa Baumgarten                                      | Neesen Hausberger Straße 60 Karte                                              | Zweigeschossiger Wohn- und Verwaltungsbau auf hohem Kellersockel und sehr flachem Walmdach. Die Fassaden sind durch Klinkerflächen und Klinkerbänderungen vor glatten Putzflächen gegliedert. Die Brüstungszonen der Erd- und Obergeschossfenster zeigen eine Fischgrätornamentik. Die Hauskanten sind durch kurze Klinkerlamellen gefestigt, die Eckquaderung erkennen lassen. Diese Quaderungsstreifen treten seitlich des Fensterbandes über dem Haupteingang und seitlich der Südfenster in den beiden Hauptgeschossen wieder auf. Dem gebänderten Sockelgeschoss korrespondiert ein starr vorkragendes, gewölbtes Kranzgesims. An der Südseite führt eine Freitreppe zum Haupteingang empor. Die versprossten Holzfenster haben Formate des liegenden Rechtecks. Das Haus, 1930 durch den Architekten Moeler für den Fabrikanten A. Baumgarten als „Kontorhaus“ erbaut, zeigt die typischen Stilformen der Architektur der 20er und beginnenden 30er Jahre. Mit einer klassizistischen Grundhaltung mischen sich Ornamente des Expressionismus. Die Wahl des Klinkermaterials ist ebenfalls sehr zeittypisch. Der Bau, obwohl als Kontorhaus errichtet, orientiert sich in seiner anspruchsvollen Außengestalt am Typ der großbürgerlichen Villa. Im Inneren entspricht dem allerdings keine ähnliche Repräsentanz der Räume bzw. Raumfolgen. Zum Baudenkmal Kontorhaus gehört ein aufwendiges Gusseisengitter zwischen Pfeilern mit zweiteiliger Torfahrt und linksseitigem Fußgängereingang, das auch 1930 errichtet worden, offensichtlich aber in die Zeit vor 1900 zu datieren ist. Die aus Haus und Gitter mit Tor bestehende Gruppe ist ein Baudenkmal für das bauhistorische, baukünstlerische und soziologische Gründe geltend gemacht werden können. | 1930                      |                  | 0163a           |
| weitere Bilder                                        | Ev.-Luth. Kirche                                      | Veltheim Driftenstraße 30 Karte                                                | Romanischer Westturm mit Satteldach. Zweijochiges, zweischiffiges Langhaus mit 5/8-Chor der Gotik. Chor und nördliches Seitenschiff mit Rippen eingewölbt. 1912 nach Süden erweitert. Ausstattung: Romanischer Taufstein mit der Form eines Würfelkapitells. Gotische Sakramentnische mit Fialen und Kreuzblume. |                           |                  | 0164            |
| BW                                                    | Hof                                                   | Veltheim Bruchtal 50 Karte                                                     | Vierständerhaus mit Backsteingefachen rechts massiver Stallanbau auf Sandsteinquadersockel, Giebel verbrettert auf profilierten Knaggen. Rückgiebel zweifach vorkragend, voll verschiefert, rote Pfannendeckung. Inschrift auf Torbalken. | 1877                      |                  | 0165            |
| Hof                                                   | Hof                                                   | Veltheim Driftenstraße 32 Karte                                                | Vierständerhaus mit Backsteinfüllungen und verbrettertem Giebel, Rückgiebel mit Pfannen ganz verkleidet, rote Pfannendeckung. Inschrift auf Torbalken. | 1887                      |                  | 0166            |
| weitere Bilder                                        | Turmwindmühle                                         | Veltheim Hehler Feld Karte                                                     | Auf Bruchsteinsockel mit Temgarg hoher konischer Turm aus Backstein, z. T. verputzt, Haube verschindelt, Rest eines Flügels vorhanden. | 1903/1953                 |                  | 0170            |
| BW                                                    | Hof                                                   | Vennebeck Im Runden Deil 4 Karte                                               | Vierständerbau, Backsteingefache, Giebel auf Knaggen zweifach vorkragend, obere Giebelhälfte verbrettert, rote Pfannendeckung, rechtsseitig Anbauten. Rückgiebel auf Stichbalken vorkragend, Spitze verbrettert, linke Seite Putzgefache. Inschrift auf Torbalken, Giebelschwelle, Rückgiebelschwelle. | 1860                      |                  | 0171            |
| BW                                                    | Heuerlingshaus                                        | Vennebeck Im Runden Deil 6 Karte                                               | Kleiner Vierständerbau mit Backsteingefachen, verbretterter Giebel auf Stichbalken vorkragend, braune Pfannendeckung, Kammerfach massiv, rechtsseitig Anbau. Inschrift auf Torbalken. | 1812                      |                  | 0172            |
| BW                                                    | Hof                                                   | Vennebeck Im Runden Deil 9 Karte                                               | Vierständerhaus mit links vorn angebautem Massivanbau. Im Giebel Gefache aus Backstein, Seitenwand weiße Füllungen, Giebel verbrettert und zweifach vorkragend auf Knaggen. Ständer der äußeren Giebelseiten noch zur Giebelmitte geneigt. Rückgiebel wie Hofgiebel. Im Erdgeschoss teilweise massiv, rote Pfannendeckung. Inschrift auf Torbalken. | 1863                      |                  | 0173            |
| BW                                                    | Kriegerdenkmal Erster Weltkrieg                       | Vennebeck Denkmalsweg Karte                                                    | Quadersockel, konischer rechteckiger Pylon mit Eckquaderungen, die die Ehrentafel rahmen, mehrfach abgeschrägte Abschlussplatte. | 1920                      |                  | 0174            |
| weitere Bilder                                        | Besucherbergwerk Kleinenbremen                        | Kleinenbr. Rintelner Straße Karte                                              | Die Gebäude auf dem ehemaligen Zechengelände werden im Ensemble als technisches Kulturdenkmal unter Denkmalschutz gestellt. Bei den Gebäuden handelt es sich um einen historisch bedeutsamen Baustil aus der Mitte der 30er Jahre, der heutzutage als denkmalwürdig angesehen wird. Darüber hinaus stellte die Sieb- und Brechanlage ein weithin sichtbares Wahrzeichen dar, das sich eng mit der Bergbautradition in Kleinenbremen verbindet. | 1935                      |                  | 0175            |
| weitere Bilder                                        | Wassermühle Harting                                   | Kleinenbr. Am Rehm 27 Karte                                                    | 1. Teichartige Aufweitung des Oberwassers mit Einlaufbauwerk im Nebenschluss zum Vorfluter. 2. Eingewölbter Untergraben von der Wasserradkammer bis zur Einmündung in den Vorfluter. 3. In Ziegelstein errichtete, eingeschossige Wassermühle unter Satteldach. Belichtet durch Segmentbogenfenster. Im östlichen Bereich ehem. Wohnteil, im westlichen Bereich Mühlenteil. Bestandteil des Baudenkmals ist die gesamte mühlentechnische Ausstattung von dem Untertriebswerk über die Steingänge, die Elevatoren bis hin zur Saatgutreinigung. Die Mühle wird angetrieben durch ein oberschlächtiges Wasserrad mit einem Durchmesser von 3,80 m. Das Wasserrad liegt in einer Wasserradkammer. |                           |                  | 0176            |
| Wassermühle Mönkhoff                                  | Wassermühle Mönkhoff                                  | Kleinenbr. Am Rehm 2 Karte                                                     | Denkmalumfang 1. Im Hauptschluss des Mühlenbaches oberhalb der Wehranlage liegender Teich. 2. Wehranlage mit Francisschachtturbine in eigenständigem Baukörper. 3. Um 1810 errichtetes Wohn- und Mühlengebäude unter Satteldach in Fachwerk mit einer um 1860 massiv ausgeführten Ergänzung im Bereich der südlichen Trauffront und dem östlichen Giebelbereich der Wassermühle. Mit Bestandteil des Denkmales sind die Reste der mühlentechnischen Ausstattung wie Mahlstuhl, Transmissionsstrang liegend, Elevator, Steingang mit Bütte, Mischer sowie im Giebelspitz Transmissionswelle für den Sackaufzug. 4. Unterwasser, zum Teil als gedeckter Kanal geführt, bis Grundstücksgrenze. Denkmalwert: Bei dem um 1810 errichteten Mühlengebäude mit den um 1860 ausgeführten Ergänzungen im Bereich der Fachwerkwände der Wassermühle handelt es sich um ein Baudenkmal im Sinne des § 2 Abs. 1 DSchG NRW. Die Wassermühle ist u. a. bedeutend für die Geschichte der Menschen im Ortsteil Kleinenbremen. Dies deshalb, weil sie neben der Harting´schen Wassermühle die ehemalige Mühlenvielfalt in diesem Ortsteil dokumentiert. Ferner ist sie bedeutend für die Entwicklung der Arbeits- und Produktionsverhältnisse. Dies deshalb, weil sie über die Schachtturbine betrieben wird/wurde und nicht mehr über ein Wasserrad. Zudem ist als Hilfsantrieb ursprünglich ein Dieselmotor eingesetzt worden. Dieser wurde ausgetauscht gegen den E-Motor mit dem Ölanlasser. Zudem handelt es sich hier um den zwischenzeitlich in der westfälischen Mühlentopografie selten gewordenen Typ eines kombinierten Gebäudes mit einem Wohn- und Längsdeelenbereich sowie einem integrierten Mühlenbereich. Des Weiteren kann eine Bedeutung darin gesehen werden, dass das noch vorhandene Fischaufzuchtbecken im Inneren eine wirtschaftliche Folgenutzung des Gebäudes darstellt. Für ihre Erhaltung und Nutzung liegen u. a. besonders wissenschaftliche Gründe vor. Zwar ist das Gebäude nicht in bestem Zustand, gleichwohl ist es in Verbindung mit der oberhalb gelegenen Harting´schen Wassermühle geeignet, den Beleg zu führen über die Vielzahl der ehem. Wasserkraftanlagen hier im Ortsteil Kleinenbremen.                                                    | 1810                      |                  | 0177            |
| Wassermühle Mönkhoff Eintrag 2                        | Wassermühle Mönkhoff Eintrag 2                        | Kleinenbr. Am Rehm 2 Karte                                                     | Noch zu Denkmal 0177 Zudem handelt es sich hier um den zwischenzeitlich in der westfälischen Mühlentopografie selten gewordenen Typ eines kombinierten Gebäudes mit einem Wohn- und Längsdeelenbereiche sowie einem integrierten Mühlenbereich. Des Weiteren kann eine Bedeutung darin gesehen werden, dass das noch vorhandene Fischaufzuchtbecken im Inneren eine wirtschaftliche Folgenutzung des Gebäudes darstellt. Für ihre Erhaltung und Nutzung liegen u. a. besonders wissenschaftliche Gründe vor. Zwar ist das Gebäude nicht in bestem Zustand, gleichwohl ist es in Verbindung mit der oberhalb gelegenen Harting´schen Wassermühle geeignet, den Beleg zu führen über die Vielzahl der ehem. Wasserkraftanlagen hier im Ortsteil Kleinenbremen. |                           |                  | 0177            |
| Backhaus mit Kornspeicher                             | Backhaus mit Kornspeicher                             | Kleinenbr. Am Rehm 2 (umgesetzt – ursprünglich Deliusstraße 14) Karte          | Fachwerkbau, der Mitte des 19. Jahrhunderts in einer für seinen Bautyp ungewöhnlichen Größe errichtet wurde, die nicht zuletzt auf die Doppelnutzung als Speicher mit integriertem Backhaus zurückzuführen ist. Das Fachwerkgerüst in seiner zeittypischen Ausprägung weist zwei verschieden konstruierte, jedoch zeitgleich errichtete Bauteile – sowie an der nördlichen Giebelwand einen ebenfalls fachwerkenen Abort mit Pultdach als Bestandteil des Denkmales – auf. Der südliche Teil des Hausgerüstes ist aus stöckigem Fachwerk von neun Gebinden zusammengefügt; die Riegel der durchlaufenden Riegelketten, zwei im unteren und eine im oberen Stockwerk, sind jeweils einfach vernagelt. Geschoss- und Dachbalken als Unterkonstruktion des Sparrendaches mit Steilgiebeln sind den Wandrähmen aufgelegt. Im nördlichen Teil des Gebäudes erhebt sich geschossig abgezimmertes Fachwerk von fünf Gebinden mit dreifacher Verriegelung der Gefache über einem hier gegenüber dem südlichen Hausteil deutlich höheren massiven Sockel aus Sandsteinquadern. Einheitlich sind die beiden Giebelwände beider Hausteile in sieben Gefache aufgeteilt und die Fachwerkgerüste durch die zeittypischen Schwelle-Rähm-Streben ausgesteift. Der hohe Sockel des nördlichen Hausteiles findet seine Erklärung in den beiden dahinter im Inneren angeordneten Backöfen, die als Zeugnisse des historischen Gebrauches des Gebäudes in hohem Maße den Denkmalwert des Objektes mit konstituieren. Der Backspeicher bezeugt in besonderer Weise die ländlichen Arbeits- und Produktionsverhältnisse und ist damit bedeutend für die Geschichte Kleinenbremens. |                           |                  | 0178            |
| weitere Bilder                                        | Jüdischer Friedhof                                    | Hausberge Kempstraße Karte                                                     | Geschlossener Friedhof, erstmals erwähnt 1618/21, mit vielen völlig erhaltenen Grabsteinen (sehr selten). Viele der Grabmonumente, die zeitlich bis in das frühe 19. Jahrhundert zurückreichen, besitzen überdurchschnittliche Qualität. Die Monumente dokumentieren in ihrer Gesamtheit den Wandel der Grabmalgestaltung über einen Zeitraum von 100 Jahren. Der Friedhof ist zugleich ein wichtiges Belegstück für die Sepulkralkultur seit dem frühen 19. Jahrhundert. Er bezeugt die Existenz einer großen und bedeutenden jüdischen Gemeinde und dokumentiert ein wichtiges Element der Entwicklung Hausberges. |                           |                  | 0179            |
| Weserbrücke                                           | Weserbrücke                                           | Eisbergen Aue Karte                                                            | Fachwerkkonstruktion in Nietausführung mit Pfosten in dem Knoten der Diagonalstreben. Gerüstloser Freivorbau. Baukonstruktion mit geschlossenem Obergurt im Schwebeträger. Halbrahmenartige Ausbildung des Überbaus. | 1920                      |                  | 0180            |

## Abgegangene Baudenkmäler
| Bild         | Bezeichnung  | Lage                          | Beschreibung | Bauzeit              | Eingetragen seit | Denkmal- nummer |
| ------------ | ------------ | ----------------------------- | --- | -------------------- | ---------------- | --------------- |
| Haus 18. Jh. | Haus 18. Jh. | Hausberge Kiekenbrink 4 Karte | Zweigeschossiger Bau, ehemals wohl Amtshaus oder Vogtei, teilweise im Erd- und Obergeschoss aus Fachwerk. Einige Wände des Erdgeschosses vermutlich ursprünglich massiv. Geschosse und Giebeltrapeze auf Stichbalken und Füllhölzern vorkragend. Krüppelwalmdach. Rückfront mit kleinem, massivem, zweigeschossigem Anbau. Zur Kempstr. eine Obergeschossdecke weit vorkragend. Obergeschoss aus Fachwerk. Zum Kiekenbrink Erdgeschoss massiv mit linksseitigem, zweigeschossigem Giebelerker. Erker im Erdgeschoss mit Fliesen verkleidet. Lange Zeit leer stehend. Am 11. August 2018 Teileinsturz, danach weitgehender Abbruch des baufälligen Gebäudes. | 633/34 (d), 1635 (i) |                  | 0070            |